# Oliver Campos-Hull
Oliver Campos-Hull (Barcelona, 18 augustus 1987) is een Spaans autocoureur. Zijn broer Daniel is ook autocoureur.

## Carrière

### Vroege carrière
Campos-Hull begon zijn autosportcarrière in 2001 in het karting. Het hoogtepunt in zijn kartcarrière was een derde plaats in het Spaanse kampioenschap in 2003. Hij bleef karten tot 2004, het jaar waarin hij ook zijn eerste races reed in het formuleracing in de Formula Baviera, waarin hij als zesde in het kampioenschap eindigde.

### Formule Renault
In 2005 stapte Campos-Hull fulltime over naar het formuleracing, waarbij hij in de Italiaanse Formule Renault 2.0 ging rijden voor Facondini Racing, nadat hij als vierde eindigde in het winterkampioenschap voor Twin Cam Motorsport. Met één podiumplaats, behaald op het Autodromo Riccardo Paletti, eindigde hij als zeventiende in het kampioenschap met 27 punten. Tevens reed hij voor Twin Cam in het laatste raceweekend van de Eurocup Formule Renault 2.0 op het Autodromo Nazionale Monza als gastcoureur.
In 2006 bleef Campos-Hull rijden in de Italiaanse Formule Renault bij Facondini met zijn broer Daniel als teamgenoot. Na zes van de acht raceweekenden stapte hij echter uit het kampioenschap, waarin hij als 22e eindigde met 14 punten. Ook nam hij deel aan het gehele seizoen van de Eurocup voor Twin Cam en eindigde hier als 25e met twee punten, behaald op het Bugatti Circuit.

### International Formula Master
In 2007 stapte Campos-Hull over naar de International Formula Master, waar hij ging rijden voor het team Iris Project. In het eerste raceweekend op het Circuit Ricardo Tormo Valencia behaalde hij meteen een vierde en een derde plaats, maar afgezien van een tweede plaats op de Scandinavian Raceway waren dit zijn enige punten. Hierdoor eindigde hij als dertiende in het kampioenschap met 19 punten.

### GT-kampioenschappen
Vanaf 2008 reed Campos-Hull in verschillende GT-kampioenschappen. Samen met Konstantinos Kanaroglou eindigde hij dat jaar als tweede in de GTB-klasse van het Spaanse GT-kampioenschap. In 2009 bereikten zij hetzelfde resultaat in dezelfde klasse, die was hernoemd naar de GT Light. In 2010 behaalden zij het kampioenschap in deze klasse. Dat jaar namen zij ook mee aan het hoofdkampioenschap, waarin zij als zevende eindigden. Ook wonnen zij de 500 kilometer van Alcañiz op het Motorland Aragón met de pole position en de snelste ronde.
In 2011 stapte Campos-Hull over naar de V de V Challenge in de GTV5-klasse, waarin hij als vierde eindigde. In 2012 reed hij geen races, maar in 2013 keerde hij terug in dit kampioenschap in de GTV2-klasse en eindigde opnieuw als vierde. Tevens reden hij en Kanaroglou in vijf van de zeven races in de Endurance Moderne-klasse, waarin zij tiende werden met één podiumplaats.

### Acceleration
In 2014 keerde Campos-Hull terug in het formuleracing, waarbij hij in het Acceleration 2014-kampioenschap in de Formula Acceleration 1 reed. In het eerste raceweekend nam hij deel voor het Acceleration Team China, waarna hij in het tweede weekend overstapte naar het Acceleration Team Spanje.